# Mark Levinson
Mark Levinson — американская частная компания, дочернее общество в составе корпорации Harman International Industries. Компания специализируется на разработке Hi-End аудио аппаратуры: усилители звуковых частот, предусилители, цифровые аудиопроцессоры и другие аудио компоненты для аудиофилов. Штаб-квартира расположена в городе Стамфорд, штат Коннектикут.

## История
Компания «Mark Levinson» была основана в 1972 году Марком Левинсоном (англ. Mark Levinson) и в то время носила название Mark Levinson Audio Systems (MLAS). Компания с момента своего рождения занимается разработкой аудиоаппаратуры на базе полупроводников.
В 1980 году «Mark Levinson» находилась в сложной финансовой ситуации и была поглощена компанией Madrigal Audio Laboratories, занимавшейся дистрибуцией продукции «Mark Levinson». В то же время из компании ушло несколько ключевых сотрудников (компанию покинул сам Марк Левинсон, Том Коланджеро (англ. Tom Colangelo) и другие).
В период с 2000 года до 2001 года компания была куплена корпорацией Harman International Industries, тогда же был обновлён логотип «Mark Levinson». 
Также произошло расширение целевой аудитории: если раньше основным приоритетом компании были High End стереосистемы и домашние кинотеатры, то теперь это стало доступно и аудиофилам, использующим автомобили. Результатом стало сотрудничество с Lexus — автомобили этой марки начали оснащать аудиоаппаратурой под маркой «Mark Levinson». 
В действительности разработка и производство осуществляется компанией Harman Becker Automotive Systems — отделением Harman International Industries, и при производстве не используются компоненты, применяемые для сборки продукции «Mark Levinson» для домашнего использования, хотя разработка происходит при участии звукоинженеров компании «Mark Levinson». 
В марте 2017 года, после того, как Harman International был куплен транснациональным конгломератом Samsung Electronics, бренд «Mark Levinson» также стал дочерней структурой корпорации Samsung.